# 徙置區

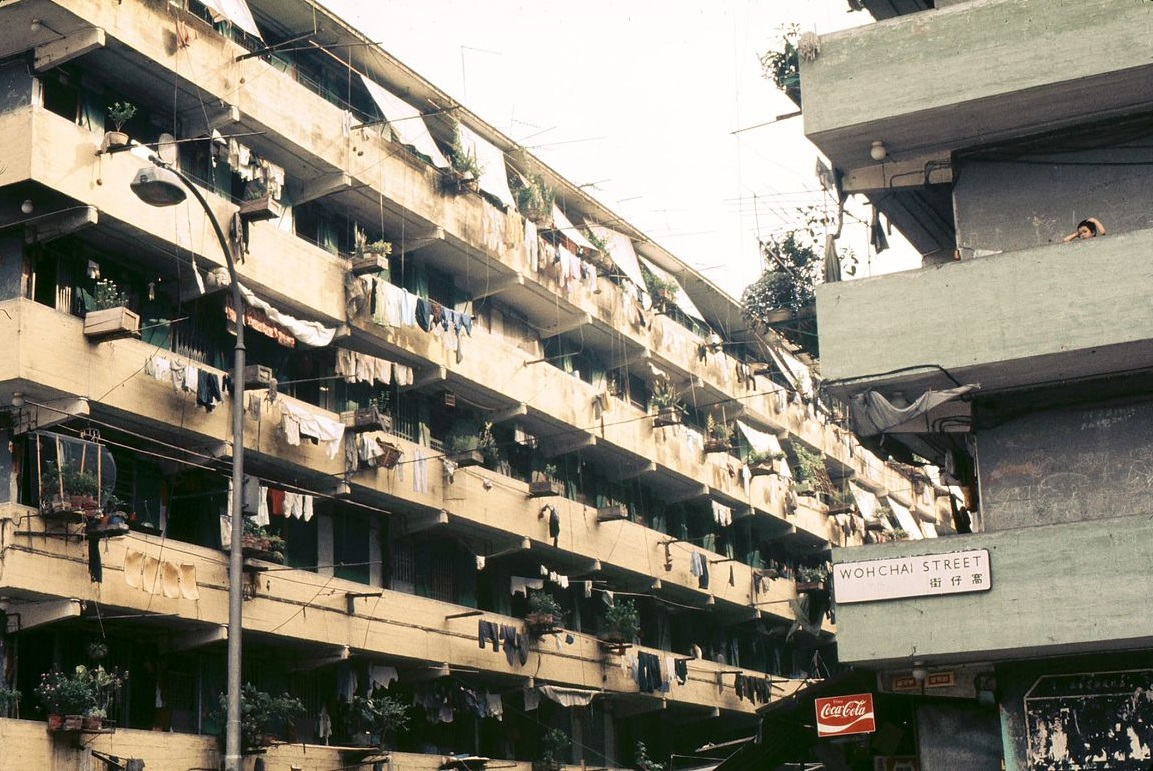
石硤尾徙置區，是香港首個徙置區

徙置區（英語：Resettlement Area）是香港早期的出租公共房屋，於1954年至1975年間興建，主要分布於較早開發的衛星城市和新市鎮（包括觀塘、葵涌、荃灣、屯門和元朗等），由徙置事務處管理。1973年，屋宇建設委員會（屋建會）改制成為香港房屋委員會（房委會）；徙置區與其他政府出租房屋統稱「公共屋邨」：徙置區（不包括第七型大廈）稱為「乙類屋邨」、屋建會廉租屋邨及政府廉租屋則稱為「甲類屋邨」。現時，第一至六型大廈除石硤尾邨第41座（美荷樓），均已拆卸或/及重建，而第七型大廈亦已有部份開始重建。

## 歷史
徙置區源起於1953年的石硤尾大火，之後香港政府在鄰近山邊興建多層式大廈（「徙置大廈」）安置災民，即香港首個公屋「石硤尾徙置區」（今石硤尾邨）。
徙置區很多時會俗稱「舊區」或「新區」，當中後者可能是「徙區」音轉，亦有可能是因為多處新開發地帶，例如葵涌邨。

## 屋邨型號和屋邨列表
徙置事務處共於香港不同地區先後興建了25個徙置區，樓宇共分七種類型（當中第一型至第六型是由徙置事務處管理，之後的由房委會接管），當中第一二型只有七層高，故俗稱「七層大廈」。第一、二型及加插於以第二型為主徙置區的第四型樓宇在落成初期均以英文字母命名，各徙置區皆跳過容易與「1」混淆的字母「I」，只用餘下25個字母；當單字母座號用盡時就會以A-A、B-B等重疊雙字母命名。
由徙置事務處興建的徙廈，現在只有「美荷樓」僅存。

### 第一型
第一型是香港最早期徙廈，大廈主要呈「H」字型，亦有少數呈單幢長型及雙「H」字型。
這些樓宇樓高只有5至7層，沒有升降機，主要分布於新九龍。各單位大小約10至20平方米，沒有獨立廁所和廚房，因此連接著兩翼中間的樓層會用作為公共廁格和廚房用地，而徙廈亦會在天台搭建天台小學給徙置區的學童提供基本教育，此類天台學校一直沿用至第三型徙廈為止（石硤尾邨首批落成的8座第一型及樂富邨其中4座第一型不設天台學校）。1970年代中期，少數公共屋邨把原有的第一型徙廈改建成「改裝第一型」。其餘未經改裝的第一型徙廈於1973年開始清拆。樂富邨第5座、黃大仙下邨第8座（黃大仙上邨長欣樓）及佐敦谷邨第4、5座在建築時已經為獨立廚廁。最後一批清拆的共用廚第一型型徙廈，於1991年清拆；最後一批清拆的獨立廚廁第一型徙廈，於1996年清拆。

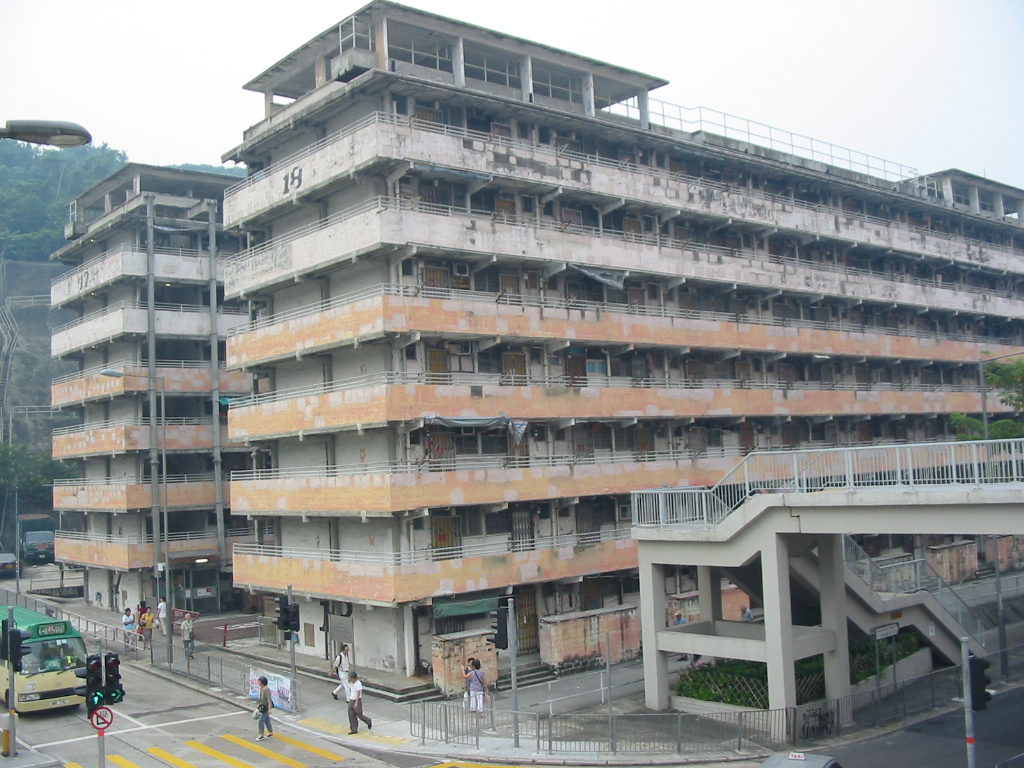
石硤尾邨第18座 改裝第一型徙廈

| 未經改裝的第一型徙廈列表                                         | 未經改裝的第一型徙廈列表                  | 未經改裝的第一型徙廈列表 | 未經改裝的第一型徙廈列表 | 未經改裝的第一型徙廈列表 |
| 名稱                                                             | 座號                                      | 落成年份                 | 拆卸年份                 | 承建商                   |
| ---------------------------------------------------------------- | ----------------------------------------- | ------------------------ | ------------------------ | ------------------------ |
| 石硤尾徙置區                                                     | 3至6、11至13                              | 1956年                   | 1973年                   | 嘉民建築                 |
| 石硤尾徙置區                                                     | 7至10                                     | 1956年                   | 1979年                   | 嘉民建築                 |
| 大坑東邨                                                         | 7、8、9（HH）                             | 1955年                   | 1979年                   | 德榮建築                 |
| 大坑東邨                                                         | 3至6、10至13                              | 1955年                   | 1983年                   | 德榮建築                 |
| 李鄭屋邨                                                         | 1、2、10                                  | 1955年                   | 1980年                   | 昌利建築                 |
| 李鄭屋邨                                                         | 12（HH）                                  | 1955年                   | 1982年                   | 昌利建築                 |
| 李鄭屋邨                                                         | 3至8、16至18、19（I）                     | 1955年                   | 1985年                   | 昌利建築                 |
| 李鄭屋邨                                                         | 9（I）、11、13、14（I）、15               | 1955年                   | 1991年                   | 昌利建築                 |
| 觀塘(翠屏道)邨                                                   | 12、13、14                                | 1955-1958年              | 1982年                   | 德榮建築                 |
| 觀塘(翠屏道)邨                                                   | 2至6、15、16、18、19                      | 1955-1958年              | 1986年                   | 德榮建築                 |
| 觀塘(翠屏道)邨                                                   | 24                                        | 1955-1958年              | 1989年                   | 德榮建築                 |
| 觀塘(翠屏道)邨                                                   | 7至11                                     | 1955-1958年              | 1990年                   | 德榮建築                 |
| 觀塘(翠屏道)邨                                                   | 1、20至23                                 | 1955-1958年              | 1991年                   | 德榮建築                 |
| 樂富邨                                                           | 1至5（I）                                 | 1957年                   | 1990年                   | 昌利建築                 |
| 樂富邨                                                           | 9（I）（N） 、10（I）（N） 、12（I）（N） | 1957年                   | 1991年                   | 昌利建築                 |
| 黃大仙下邨                                                       | 6、7、9至14                               | 1957年                   | 1977年                   | 德榮建築                 |
| 黃大仙下邨                                                       | 3、4、5                                   | 1957年                   | 1987年                   | 德榮建築                 |
| 黃大仙下邨                                                       | 1、2、20至24                              | 1958年                   | 1987年                   | 德榮建築                 |
| 黃大仙下邨                                                       | 16、17                                    | 1958年                   | 1989年                   | 德榮建築                 |
| 黃大仙下邨                                                       | 15、18、19                                | 1958年                   | 1991年                   | 德榮建築                 |
| 黃大仙下邨                                                       | 8（黃大仙上邨長欣樓）（I）                | 1958年                   | 1996年                   | 德榮建築                 |
| 柴灣邨                                                           | 17、18、20                                | 1959年                   | 1982年                   | 昌利建築                 |
| 佐敦谷邨                                                         | 1、2                                      | 1960年                   | 1990年                   | 安利(蕭氏)建築           |
| 佐敦谷邨                                                         | 6至8、11至16（I）                         | 1960年                   | 1991年                   | 安利(蕭氏)建築           |
| 佐敦谷邨                                                         | 4（I）、5（I）                            | 1960年                   | 1996年                   | 安利(蕭氏)建築           |
| （HH） = 雙H型大廈 （I） = 單翼長型大廈 （N） = 不設天台學校建築 |                                           |                          |                          |                          |

#### 改裝第一型
改裝第一型徙廈是徙置事務處於1970年代根據原本擁有的第一型徙廈改裝而成，單位面積大大擴增。初時的「改裝第一型」徙廈是沒有設立獨立廁所和廚房的，1980年代才把每個單位改建成有獨立廁所和廚房的基本公屋屋邨，有部份的徙廈更把兩翼之間的樓層打斷，使兩翼分開兩座不同的徙廈（例：石硤尾邨第15至18座和第25至40座），少數的在改建中更獲分別冠上名字（例：石硤尾邨第41座命名為「美荷樓」，觀塘（翠屏道）邨第17座命名為「翠松樓」，惟與全邨重建後現屬翠屏南邨的樓宇無關）。大坑東邨的第1座、第2座第一型徙廈在打斷兩翼之間的樓層之後，將形成的四座大廈冠上名字（東榮樓、東富樓、東運樓及東和樓），與同期新建的樓宇看齊。
隨着啟德機場的遷出，香港的土地需求增加，故獲改裝的第一型徙廈因應「土地浪費」為由，加上石硤尾邨打斷廁樓後樓宇出現傾斜的問題需要以石屎架支撐，而於1991年至2008年把這些徙廈清拆重建。只有石硤尾邨的美荷樓獲列為二級歷史建築而可以保留下來。
| 改裝第一型徙廈列表                                                                                                   | 改裝第一型徙廈列表                                                                      | 改裝第一型徙廈列表 | 改裝第一型徙廈列表 | 改裝第一型徙廈列表 | 改裝第一型徙廈列表 |
| 名稱 | 座號                                                                                    | 落成年份           | 改建年份           | 拆卸年份           | 承建商             |
| --- | --------------------------------------------------------------------------------------- | ------------------ | ------------------ | ------------------ | ------------------ |
| 石硤尾邨 | 10至13（N） 、35（拆）（N） 、36（拆）（N） 、38（拆）（N） （原16西翼、17、23、26-28） | 1954年             | 1975年             | 2000年             | 德榮建築           |
| 石硤尾邨 | 15至18（拆）（原1、2）                                                                  | 1956年             | 1976年至1979年     | 2007年             | 嘉民建築           |
| 石硤尾邨 | 25至34（拆）（原18-22）                                                                 | 1956年             | 1980年至1981年     | 2007年             | 嘉民建築           |
| 石硤尾邨 | 37（拆）（N） 、39（拆）（N） 、40（拆）（N） （原14、16東翼）                          | 1954年             | 1975年             | 2007年             | 德榮建築           |
| 石硤尾邨 | 41（美荷樓，原15）（N）                                                                 | 1954年             | 1981年             | （獲得保留）       | 德榮建築           |
| 石硤尾邨 | 8（I）、9（I） （原24、25）                                                             | 1956年             | 1975年             | 2000年             | 嘉民建築           |
| 大坑東邨 | 東榮樓（拆）（原1北翼）                                                                 | 1955年             | 1980年             | 2003年             | 德榮建築           |
| 大坑東邨 | 東富樓（拆）（原1南翼）                                                                 | 1955年             | 1980年             | 2003年             | 德榮建築           |
| 大坑東邨 | 東運樓（拆）（原2北翼）                                                                 | 1955年             | 1980年             | 2003年             | 德榮建築           |
| 大坑東邨 | 東和樓（拆）（原2南翼）                                                                 | 1955年             | 1980年             | 2003年             | 德榮建築           |
| 觀塘(翠屏道)邨 | 17（翠松樓）（I）                                                                       | 1955年             | 1980年             | 1991年             | 德榮建築           |
| 大環山邨 | 1、2                                                                                    | 1956年             | 1979年至1980年     | 2000年             | 嘉民建築           |
| 大環山邨 | 3、4                                                                                    | 1956年             | 1979年至1980年     | 1995年             | 嘉民建築           |
| 柴灣邨 | 22（環翠邨寧翠樓）（I）                                                                 | 1958年             | 1975年             | 1996年             | 昌利建築           |
| 佐敦谷邨 | 3 （I）                                                                                 | 1960年             | 1983年             | 1996年             | 安利(蕭氏)建築     |
| 佐敦谷邨 | 9（I）、10（I）                                                                         | 1960年             | 1983年             | 1991年             | 安利(蕭氏)建築     |
| 樂富邨 | 6至8（I）                                                                               | 1957年             | 1979年             | 1990年             | 昌利建築           |
| 樂富邨 | 11（I）（N）                                                                            | 1957年             | 1979年             | 1991年             | 昌利建築           |
| 黃大仙下邨 | 25                                                                                      | 1958年             | 1975年             | 1990年             | 德榮建築           |
| （I） = 建築時為單翼長型大廈 （拆） = 建築時為H型大廈，改建時拆去中間廁所，成為單翼長型大廈 （N） = 不設天台學校建築 |                                                                                         |                    |                    |                    |                    |

#### 半改裝第一型
這種徙廈在1980年代至1990年代的香港徙置屋邨中相當極之稀有的型號，大廈的設計大致與改裝第一型相似，惟住戶仍需使用中間的共用廁所（廁格獨立）。
有進行半改裝的第一型徙廈就只有大坑東邨第14座（東新樓），於2001年清拆後而成為歷史。

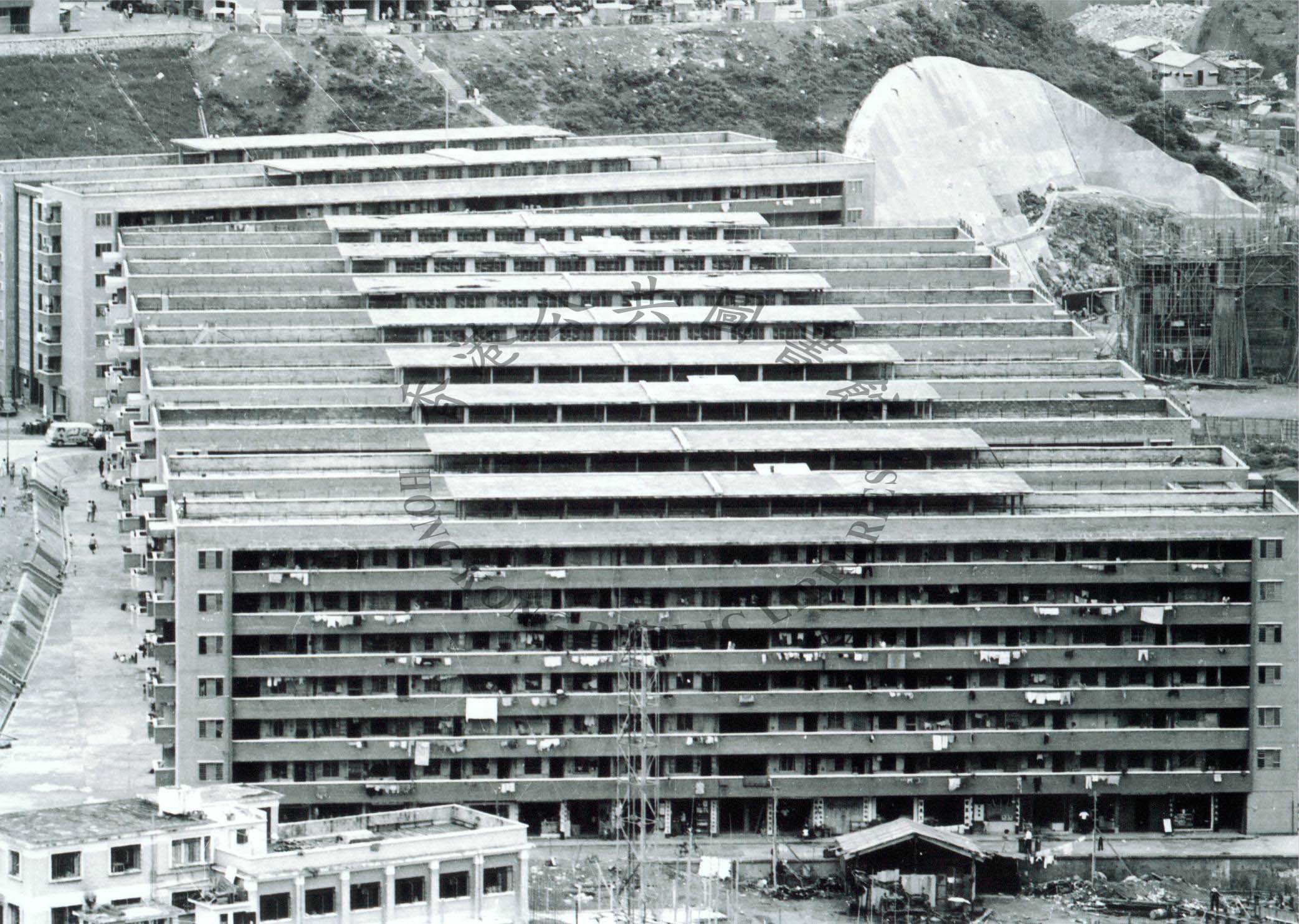
大窩口邨的第二型徙廈

| 半改裝第一型徙廈列表 | 半改裝第一型徙廈列表 | 半改裝第一型徙廈列表 | 半改裝第一型徙廈列表 | 半改裝第一型徙廈列表 | 半改裝第一型徙廈列表 |
| 名稱                 | 座號                 | 落成年份             | 改建年份             | 拆卸年份             | 承建商               |
| -------------------- | -------------------- | -------------------- | -------------------- | -------------------- | -------------------- |
| 大坑東邨             | 14（東新樓）         | 1955年               | 1980年               | 2001年               | 德榮建築             |

### 第二型
第二型徙廈於1960年在東頭邨出現，主要分布於新九龍、荃灣和葵涌一帶，與第一型徙廈相同，樓高5至7層，沒有設立升降機，住客沒有獨立廁所和廚房，在兩翼之間的相連梯間設有公眾浴室和廚房。但與第一型最大分別的就是第二型是由三條梯間相連兩翼的，以致徙廈俯瞰外觀呈「日」字形；而第一型的就只有一條。值得一提的是第二型大廈的「日」字四角會出現面積較大的單位，這些單位內更設有獨立廁所和水喉，主要是編配給擁有地契的寮屋拆遷戶，這些單位又有俗稱為「地主房」。
原裝第二型大廈只有大窩口邨第6座、東頭邨第9座及第11座是單幢式設計，所有單幢式第二型均不設天台學校。
第二型徒廈早於1977年開始清拆，橫頭磡邨第23及24座是最後兩座清拆的原裝第二型徙廈，於1990年清拆。第二型成為了香港眾多徙置屋邨中最早消失的型號。
| 未經改裝的第二型徙廈列表 | 未經改裝的第二型徙廈列表 | 未經改裝的第二型徙廈列表 | 未經改裝的第二型徙廈列表 | 未經改裝的第二型徙廈列表 |
| 名稱                     | 座號                     | 落成年份                 | 拆卸年份                 | 承建商                   |
| ------------------------ | ------------------------ | ------------------------ | ------------------------ | ------------------------ |
| 東頭邨                   | 9至12                    | 1960年                   | 1982年                   | 德榮建築                 |
| 東頭邨                   | 13                       | 1960年                   | 1984年                   | 德榮建築                 |
| 東頭邨                   | 1至5                     | 1960年                   | 1985年                   | 德榮建築                 |
| 東頭邨                   | 19至21                   | 1960年                   | 1986年                   | 德榮建築                 |
| 東頭邨                   | 14至16                   | 1960年                   | 1987年                   | 德榮建築                 |
| 東頭邨                   | 17、18                   | 1960年                   | 1988年                   | 德榮建築                 |
| 柴灣邨                   | 24、25                   | 1960年                   | 1975年                   | 昌利建築                 |
| 柴灣邨                   | 23、26、27               | 1960年                   | 1979年                   | 昌利建築                 |
| 柴灣邨                   | 16、19                   | 1960年                   | 1982年                   | 昌利建築                 |
| 黃大仙下邨               | 33                       | 1961年                   | 1983年                   | 德榮建築                 |
| 黃大仙下邨               | 26至32                   | 1961年                   | 1990年                   | 德榮建築                 |
| 大窩口邨                 | 12、13                   | 1961年至1962年           | 1977年                   | 昌利建築                 |
| 大窩口邨                 | 1至3、14                 | 1961年至1962年           | 1981年至1982年           | 昌利建築                 |
| 大窩口邨                 | 8至11                    | 1961年至1962年           | 1984年                   | 昌利建築                 |
| 大窩口邨                 | 4至6                     | 1961年至1962年           | 1985年                   | 昌利建築                 |
| 大窩口邨                 | 7、15至19                | 1961年至1962年           | 1988年至1989年           | 昌利建築                 |
| 橫頭磡邨                 | 12至14                   | 1962年                   | 1980年                   | 大盛建築                 |
| 橫頭磡邨                 | 15、16、21、22           | 1962年                   | 1984年                   | 大盛建築                 |
| 橫頭磡邨                 | 10、11                   | 1962年                   | 1985年                   | 大盛建築                 |
| 橫頭磡邨                 | 1至4                     | 1962年                   | 1986年                   | 大盛建築                 |
| 橫頭磡邨                 | 5至9                     | 1962年                   | 1988年                   | 大盛建築                 |
| 橫頭磡邨                 | 17至20                   | 1962年                   | 1989年                   | 大盛建築                 |
| 橫頭磡邨                 | 23、24                   | 1962年                   | 1991年                   | 大盛建築                 |
| 樂富邨                   | 22、23                   | 1963年                   | 1984年                   | 昌利建築                 |
| 樂富邨                   | 13、14、18               | 1963年                   | 1989年                   | 昌利建築                 |
| 樂富邨                   | 15、16、19、20           | 1963年                   | 1987年                   | 昌利建築                 |
| 樂富邨                   | 17                       | 1963年                   | 1994年                   | 昌利建築                 |

#### 改裝第二型
改裝第二型徙廈可說是一個鮮為人知的徙廈型號，是徙置事務處於1970年代根據原本擁有的第二型徙廈改裝而成，原意跟部份第一型徙廈進行改裝一樣。不過當中只有極少數第二型徙廈會作這個改裝，因需費甚巨，故此絕大部份以第二型徙廈為主的屋邨也不會進行此改裝。
改裝第二型大廈只有柴灣邨第21座及石硤尾邨第14座是單幢式設計。

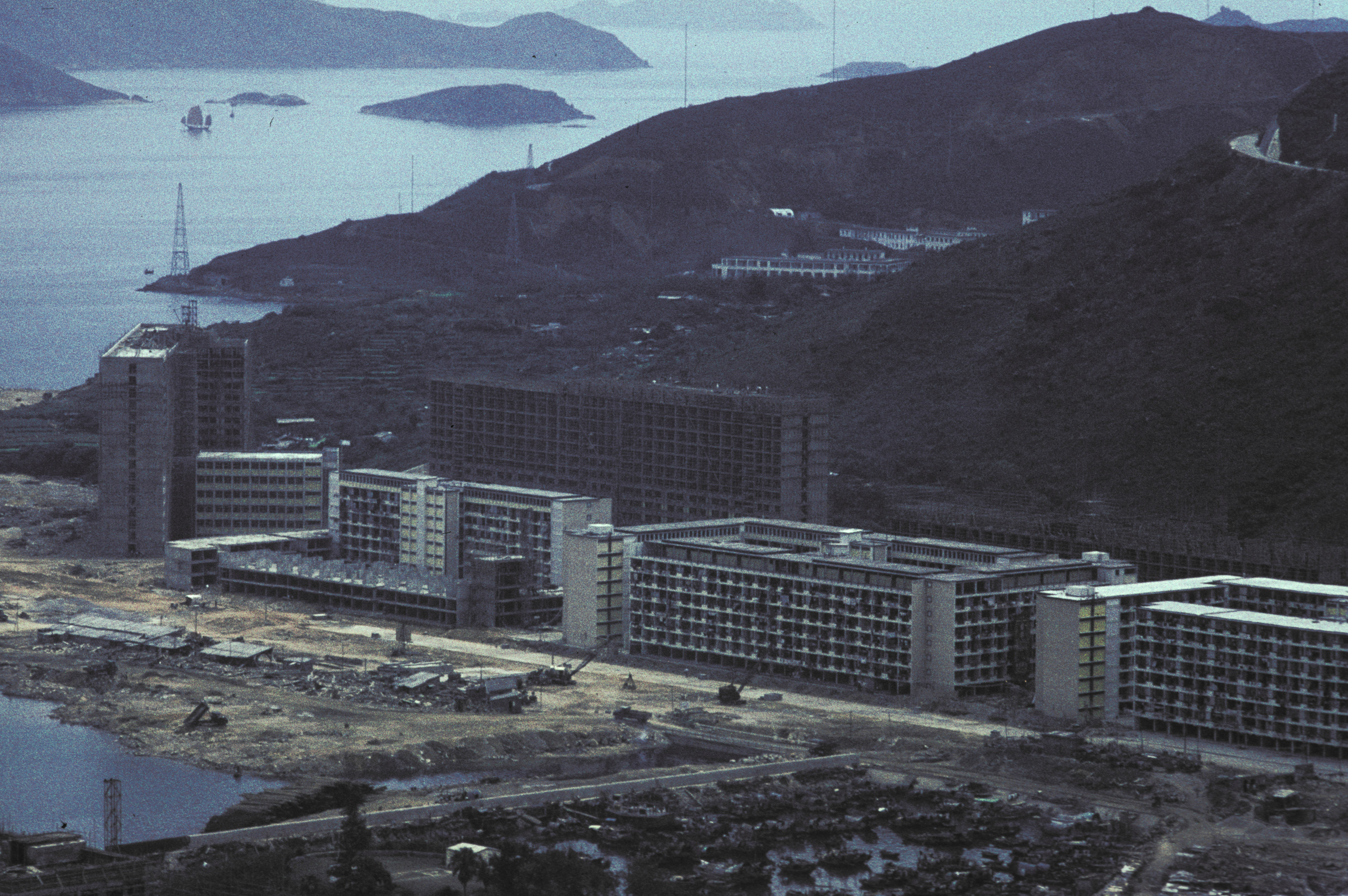
1963年興建中的柴灣邨 第三型徙廈，後方則為興建中的 第四型徙廈

| 改裝第二型徙廈列表 | 改裝第二型徙廈列表 | 改裝第二型徙廈列表 | 改裝第二型徙廈列表 | 改裝第二型徙廈列表 | 改裝第二型徙廈列表 |
| 名稱               | 座號               | 落成年份           | 改建年份           | 拆卸年份           |                    |
| ------------------ | ------------------ | ------------------ | ------------------ | ------------------ | ------------------ |
| 柴灣邨             | 21（環翠邨安翠樓） | 1959年             | 1975年             | 1996年             | 昌利建築           |
| 石硤尾邨           | 14                 | 1963年             | 1982年             | 2007年             |                    |
| 東頭邨             | 6-8                | 1960年             | 1980年             | 1985年             | 德榮建築           |
| 橫頭磡邨           | 25、26             | 1962年             | 1980年             | 1985年             | 大盛建築           |
| 樂富邨             | 21                 | 1963年             | 1980年             | 1996年             | 昌利建築           |

### 第三型

早期第三型徙廈樓宇鳥瞰圖，後期出現的長型政府廉租屋也是根據此型號而設計的

第三型徙置大廈是繼第二型徙置大廈後外出的新型號，於1962年首先於葵涌邨出現以別於之前的設計，大廈大致分為「I」字型（長型設計）和「L」字型（兩座長型大廈相連的徙廈），普遍樓高7至8層（少數的第三型徙置大廈更只有2至3層高不等，以柴灣邨第11座和慈雲山邨第41座（慈愛邨愛仁樓）為最矮的兩座第三型徙置大廈，只有兩層高，但前者各單位皆有獨立廚廁，後者不作住宅用途，為一所幼稚園；其次為柴灣邨第10座，只有三層高），所有樓宇仍沒有設立升降機；第三型徙置大廈更是第一批為各單位設露台的徙廈，不過仍然不設獨立廚廁，只在徙置大廈突出一部份建有公共廁所和廚房給住客。
值得注意的是，第三型徙置大廈的舊長型設計是根據「舊型政府廉租屋大廈」的型號而設計的，最大分別是部份第三型徙置大廈仍設天台學校（但秀茂坪下邨第16座是一個獨特例子，該大廈與「火柴盒」小學相連），而政府廉租屋沒有；舊型政府廉租屋長型大廈樓高可達12層（例如長沙灣邨第10至14座、山谷道邨第2、3座、黃大仙上邨第5、7、8座等），並設有升降機，與專屬於舊型政府廉租屋的單塔型樓宇看齊。
因為第三型徙廈的設計仿照舊型政府廉租屋，樓宇比第一、二型徙廈纖細令座數更多，因此棄用以往徙置區以英文字母作為座號的做法，一律以數字作為座號。此後的第四至第七型徙置大廈也是以此為基礎。
1980年代，政府為了改善公屋住客的居住環境，決定在約2000年前把所有沒有獨立廚廁的舊式公屋大廈（包括第一至第三型徙置大廈，以及舊型的政府廉租屋）全部清拆。由於第三型大廈是最後一批沒有設獨立廚廁及升降機的型號，故大部份的第三型徙置大廈，清拆時只有大約20至30年左右的樓齡，而最高也不過39年。第一批清拆的第三型徙廈位於慈樂邨，因結構問題提早於1990年封閉，翌年5月正式拆卸；最後一批清拆第三型徙廈則位於葵涌邨（第1至13座），2000年清拆。最後一幢清拆的第三型徙置大廈原型建築是黃大仙上邨第15座（長頌樓），於2002年清拆。

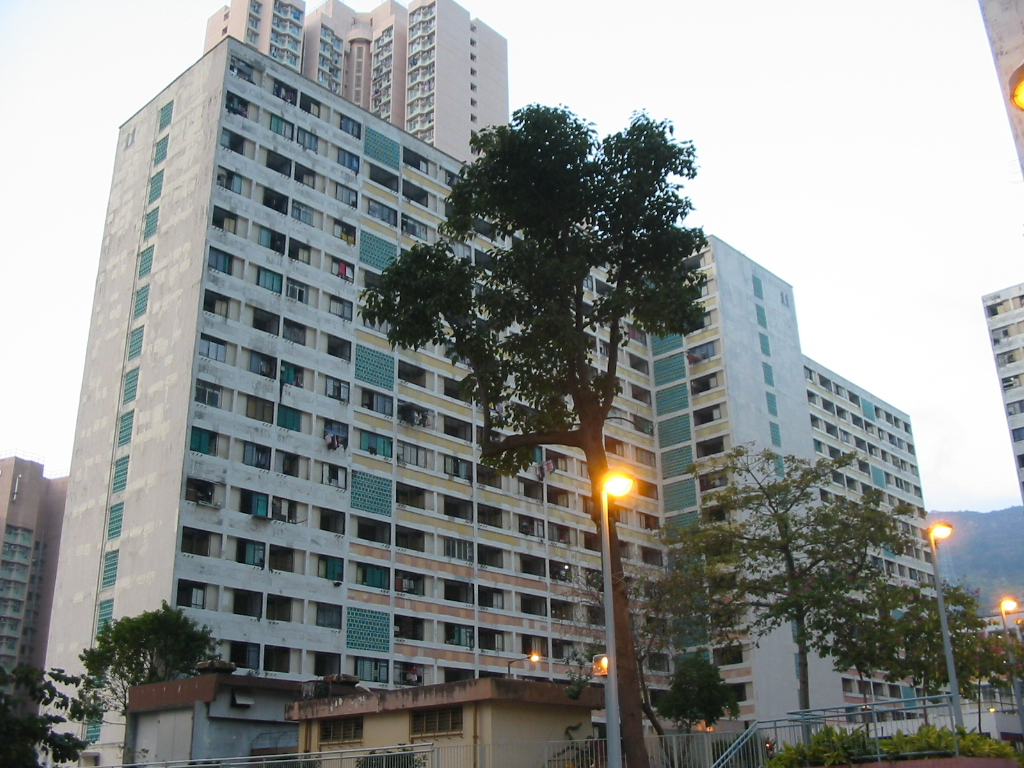
石籬邨第11座 第四型徒廈

| 第三型徙廈及同型政府廉租屋列表           | 第三型徙廈及同型政府廉租屋列表 | 第三型徙廈及同型政府廉租屋列表 | 第三型徙廈及同型政府廉租屋列表 |
| 名稱                                     | 座號                           | 落成年份                       | 拆卸年份                       |
| ---------------------------------------- | ------------------------------ | ------------------------------ | ------------------------------ |
| 觀塘(鯉魚門道)邨（廉）                   | 1至7                           | 1962年                         | 1997年                         |
| 柴灣邨                                   | 1至4、5至8（R）                | 1963年                         | 1991年                         |
| 柴灣邨                                   | 9至11、12（R）                 | 1963年                         | 1996年                         |
| 長沙灣邨（廉）                           | 1至4、6至12、14                | 1963年                         | 2001年                         |
| 黃大仙上邨（廉）                         | 1（長泰樓）                    | 1963年至1964年                 | 1997年至1998年                 |
| 黃大仙上邨（廉）                         | 2（長麗樓）                    | 1963年至1964年                 | 1997年至1998年                 |
| 黃大仙上邨（廉）                         | 3（長逸樓）                    | 1963年至1964年                 | 1997年至1998年                 |
| 黃大仙上邨（廉）                         | 4（長悅樓）                    | 1963年至1964年                 | 1997年至1998年                 |
| 黃大仙上邨（廉）                         | 5（長怡樓）                    | 1963年至1964年                 | 1997年至1998年                 |
| 黃大仙上邨（廉）                         | 7（長捷樓）                    | 1963年至1964年                 | 1997年至1998年                 |
| 黃大仙上邨（廉）                         | 8（長澤樓）                    | 1963年至1964年                 | 1997年至1998年                 |
| 黃大仙上邨（廉）                         | 9（長禧樓）                    | 1963年至1964年                 | 1997年至1998年                 |
| 黃大仙上邨（廉）                         | 10（長和樓）                   | 1963年至1964年                 | 1997年至1998年                 |
| 黃大仙上邨（廉）                         | 11（長偉樓）                   | 1963年至1964年                 | 1997年至1998年                 |
| 黃大仙上邨（廉）                         | 12（長耀樓）                   | 1963年至1964年                 | 1997年至1998年                 |
| 黃大仙上邨（廉）                         | 14（長慈樓）                   | 1963年至1964年                 | 2002年                         |
| 黃大仙上邨（廉）                         | 15（長頌樓）                   | 1963年至1964年                 | 2002年                         |
| 石硤尾邨（廉）                           | 1、2、4至7                     | 1964年                         | 2000年                         |
| 山谷道邨（廉）                           | 6至9、11                       | 1964年                         | 2001年                         |
| 山谷道邨（廉）                           | 1至3、5、12、14至17            | 1964年                         | 2002年                         |
| 慈雲山邨                                 | 17（樂天樓）                   | 1964年                         | 1990年                         |
| 慈雲山邨                                 | 18（樂輝樓）                   | 1964年                         | 1990年                         |
| 慈雲山邨                                 | 19（樂美樓）                   | 1964年                         | 1990年                         |
| 慈雲山邨                                 | 20（樂奐樓）                   | 1964年                         | 1990年                         |
| 慈雲山邨                                 | 21（樂喜樓）                   | 1964年                         | 1990年                         |
| 慈雲山邨                                 | 22（樂悅樓）                   | 1964年                         | 1990年                         |
| 慈雲山邨                                 | 23（樂和樓）                   | 1964年                         | 1990年                         |
| 慈雲山邨                                 | 4（樂安樓）                    | 1964年                         | 1992年                         |
| 慈雲山邨                                 | 5（樂裕樓）                    | 1964年                         | 1992年                         |
| 慈雲山邨                                 | 6（樂偉樓）                    | 1964年                         | 1992年                         |
| 慈雲山邨                                 | 7（樂業樓）                    | 1964年                         | 1992年                         |
| 慈雲山邨                                 | 8（樂瑞樓）                    | 1964年                         | 1992年                         |
| 慈雲山邨                                 | 9（樂滿樓）                    | 1964年                         | 1992年                         |
| 慈雲山邨                                 | 10（樂合樓）                   | 1964年                         | 1992年                         |
| 慈雲山邨                                 | 11（樂健樓）                   | 1964年                         | 1992年                         |
| 慈雲山邨                                 | 12（樂誠樓）                   | 1964年                         | 1992年                         |
| 慈雲山邨                                 | 13（樂信樓）                   | 1964年                         | 1992年                         |
| 慈雲山邨                                 | 14（樂英樓）                   | 1964年                         | 1992年                         |
| 慈雲山邨                                 | 41（愛仁樓）                   | 1964年                         | 1992年                         |
| 慈雲山邨                                 | 42（愛善樓）                   | 1964年                         | 1992年                         |
| 慈雲山邨                                 | 45（愛賢樓）                   | 1964年                         | 1992年                         |
| 慈雲山邨                                 | 46（愛達樓）                   | 1964年                         | 1992年                         |
| 慈雲山邨                                 | 24（樂平樓）                   | 1964年                         | 1993年                         |
| 慈雲山邨                                 | 25（樂民樓）                   | 1964年                         | 1993年                         |
| 慈雲山邨                                 | 26（樂康樓）                   | 1964年                         | 1993年                         |
| 慈雲山邨                                 | 27（樂祥樓）                   | 1964年                         | 1993年                         |
| 慈雲山邨                                 | 28（樂泰樓）                   | 1964年                         | 1993年                         |
| 慈雲山邨                                 | 29（樂公樓）                   | 1964年                         | 1993年                         |
| 慈雲山邨                                 | 30（樂正樓）                   | 1964年                         | 1993年                         |
| 慈雲山邨                                 | 31（樂賢樓）                   | 1964年                         | 1993年                         |
| 慈雲山邨                                 | 32（樂明樓）                   | 1964年                         | 1993年                         |
| 慈雲山邨                                 | 33（愛富樓）                   | 1964年                         | 1996年                         |
| 慈雲山邨                                 | 34（愛裕樓）                   | 1964年                         | 1996年                         |
| 慈雲山邨                                 | 35（愛榮樓）                   | 1964年                         | 1996年                         |
| 慈雲山邨                                 | 36（愛華樓）                   | 1964年                         | 1996年                         |
| 慈雲山邨                                 | 37（愛福樓）                   | 1964年                         | 1996年                         |
| 慈雲山邨                                 | 38（愛盛樓）                   | 1964年                         | 1996年                         |
| 慈雲山邨                                 | 39（愛康樓）                   | 1964年                         | 1996年                         |
| 秀茂坪邨                                 | 1至8                           | 1964年                         | 1992年                         |
| 秀茂坪邨                                 | 9至17                          | 1965年                         | 1992年                         |
| 葵涌邨                                   | 29、30、31（R）、36至42（R）   | 1964年                         | 1994年                         |
| 葵涌邨                                   | 14至28、32至35                 | 1964年                         | 1998年                         |
| 葵涌邨                                   | 1至4、5至9（R）、10至13        | 1965年                         | 2000年                         |
| 油塘邨                                   | 1至3（R）、4至6、7至9（R）     | 1964年                         | 1997年                         |
| 油塘邨                                   | 11至16                         | 1965年                         | 1997年                         |
| 油塘邨                                   | 17、19至21                     | 1965年                         | 1994年                         |
| 田灣邨                                   | 8、9、10至12（R）、13至15      | 1965年                         | 1991年                         |
| 田灣邨                                   | 1（R）、2、3（R）、4至7        | 1965年                         | 1992年                         |
| （R） = 設有天台學校 （廉） = 政府廉租屋 |                                |                                |                                |

### 第四型
第四型徒廈是根據之前的第三型徙廈建築基礎而建造的新型號，徙廈主要呈「T」字型設計，少數呈「I」字長型（見下列不設升降機的座數）、「E」字型（東頭邨23座）、倒「F」字型（元朗邨3-5座）或「日」字型（慈雲山邨61-65座）。
第四型徙廈可以說是徙置區建築的一大進步，每個單位開始設有獨立廚廁（原先設計為共用廁所，後來才升級為獨立廚廁，而仍採用舊設計的大廈亦因而要在入伙前進行改建，改建後變成設有梗房的11人或以上大型單位），樓高更高達16層，故會在徙廈的T型位置設有兩座升降機，但並非服務各層住客，通常其中一組會直達至九樓（8/F），另外一組會直達至十四樓（13/F）。前述較多伙數樓宇五樓（4/F）以上平均兩層則有一層有升降機服務，兩組升降機分別每四層平均停靠其中三層，而大廈頂樓則為電梯機房；惟以下樓宇層數較少，因此不設升降機，且呈「I」字長型：
- 石排灣邨第6、7座只有7層高；
- 白田邨第4至6座只有8層高；
- 元朗邨第1座只有8層高。

與後期徙廈相比，第四型是唯一一款採用半密封式電梯大堂並在該處設置大廈外表凹入的五個小型單位及沒有設置低層凸出大型單位的徙廈種類，亦由於當時技術所限均作斜坡平整以致每座大廈的十六層位於不同海拔（藍田邨7-14座）；第五型起及新型政府廉租屋則為不再設置單位的全開放式電梯大堂，並改為設置低層凸出大型單位及統一樓宇末端小型單位數目由每翼六或八個至每翼八個，亦只有少部分第五型徙廈設有同一座號T字附翼設計（主要集中於秀茂坪邨），而興華（一）邨及藍田邨22座則因應地勢建有≥20層，亦可以通往所有相連樓宇的最低層及最高層。
此外，亦有23座第四型大廈會連接一至兩所「火柴盒」小學，方便邨內學童上課，包括慈雲山邨其中八座、藍田邨其中四座、石排灣邨第4、5座、石籬邨第4、8座、元朗邨第3、4座、柴灣邨第13座、牛頭角下邨第3座及東頭邨第22座，可以90度或直線連接於樓宇末端外，又或以90度連於樓宇中部。最早的第四型徙廈出現於東頭邨22座，1965年4月建成。
雖然格局和規劃有所突破和進步，但第四型徙廈卻是堪稱為眾徙廈型號中結構質素最參差的，混凝土強度不合格但狀況稍為良好如葵涌石籬邨第10和11座，經過大規模維修工程而得以暫時保留，並於1996年11月6日至2022年12月8日間改為中轉房屋，在樓宇內設置「石籬收容中心」，并且直到2023年才被拆卸；東頭邨第22座及23座雖然混凝土強度不及格（其中22座原擬於1992年拆卸，但在安裝鋼柱支撐後剔出整體重建計劃），但也一直續命至2013年和2002年才清拆。但徙置大廈型號自第一型徙廈起，一直出現至第七型，就已經出現工人偷工減料的情況，以致於1980年代爆發「26座問題公屋醜聞」。當中，第四型徙廈佔有11座之多，也是眾徙置大廈中最多出現問題的型號。
第四型徙廈早於1988年開始清拆重建，拆卸期長達35年。隨著石籬邨10-11座於2023年拆卸（拆卸時樓齡長達57年，是眾多被拆的第三至六型徙置大廈中最長壽者），第四型徙廈已經成為歷史。

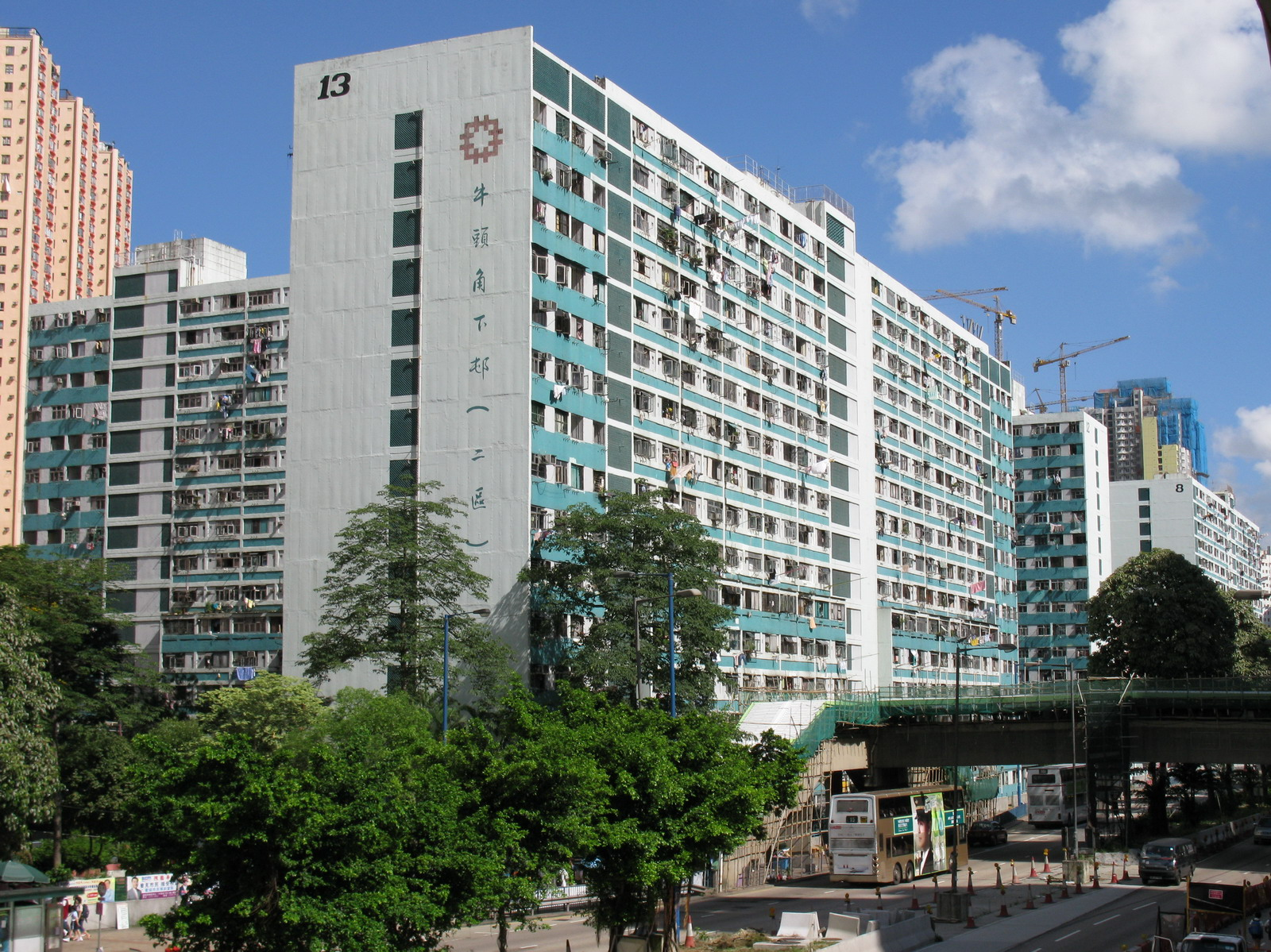
牛頭角下邨第13座第五型徙廈

| 第四型徙廈列表 | 第四型徙廈列表 | 第四型徙廈列表 | 第四型徙廈列表 |
| 名稱           | 座號           | 落成年份       | 拆卸年份       |
| -------------- | -------------- | -------------- | -------------- |
| 慈雲山邨       | 40（愛寧樓）   | 1966年         | 1989年         |
| 慈雲山邨       | 47（愛勤樓）   | 1966年         | 1992年         |
| 慈雲山邨       | 43（愛聰樓）   | 1966年         | 1995年         |
| 慈雲山邨       | 44（愛慧樓）   | 1966年         | 1995年         |
| 慈雲山邨       | 15（樂仁樓）   | 1965年         | 1992年         |
| 慈雲山邨       | 16（樂旺樓）   | 1965年         | 1992年         |
| 慈雲山邨       | 61（民智樓）   | 1966年         | 1989年         |
| 慈雲山邨       | 62（民裕樓）   | 1966年         | 1989年         |
| 慈雲山邨       | 63（民健樓）   | 1966年         | 1989年         |
| 慈雲山邨       | 64（民泰樓）   | 1966年         | 1989年         |
| 慈雲山邨       | 65（民欣樓）   | 1966年         | 1989年         |
| 慈雲山邨       | 52（正安樓）   | 1967年         | 1990年         |
| 慈雲山邨       | 57（安欣樓）   | 1967年         | 1992年         |
| 慈雲山邨       | 58（安基樓）   | 1967年         | 1992年         |
| 慈雲山邨       | 59（安宜樓）   | 1967年         | 1992年         |
| 慈雲山邨       | 60（安家樓）   | 1967年         | 1992年         |
| 慈雲山邨       | 48（正怡樓）   | 1967年         | 1996年         |
| 慈雲山邨       | 49（正泰樓）   | 1967年         | 1996年         |
| 慈雲山邨       | 50（正明樓）   | 1967年         | 1996年         |
| 慈雲山邨       | 51（正遠樓）   | 1967年         | 1996年         |
| 東頭邨         | 23             | 1967年         | 2002年         |
| 東頭邨         | 22             | 1965年         | 2013年         |
| 柴灣邨         | 13             | 1966年         | 1999年         |
| 柴灣邨         | 14、15         | 1966年         | 2001年         |
| 藍田邨         | 11、12、13、14 | 1966年         | 1991年         |
| 藍田邨         | 1              | 1966年         | 1999年         |
| 藍田邨         | 2至4           | 1967年         | 1999年         |
| 藍田邨         | 5、6           | 1967年         | 2001年         |
| 藍田邨         | 7、8、10       | 1968年         | 1997年         |
| 石籬邨         | 4、5、6        | 1966至1967年   | 1989年         |
| 石籬邨         | 8、9           | 1966至1967年   | 2001年         |
| 石籬邨         | 10、11         | 1966至1967年   | 2023年         |
| 牛頭角下邨     | 2、3、6、7     | 1967年         | 2004年         |
| 石排灣邨       | 2              | 1967年         | 1988年         |
| 石排灣邨       | 1、3、4、6、7  | 1967年         | 1999年         |
| 石排灣邨       | 5              | 1968年         | 1999年         |
| 元朗邨         | 1至5           | 1968年         | 2001年         |
| 大窩口邨       | 20（富裕樓）   | 1966年         | 2000年         |
| 白田邨         | 4、5、6        | 1969年         | 2000年         |

### 第五型
第五型徙廈的設計普遍上跟之前的第四型差不多，大廈主要呈「I」字長型設計，而且通常是以開放式通道相連著1至5座大廈並取代「T」型一體式樓宇結構，前工務司署在同期興建之新型政府廉租屋整體的結構和外貌亦以此為藍本（惟政府廉租屋目標向非拆遷戶提供居所，因此樓宇設計上較為寬敞及高低錯落有致減低壓迫感），第五型起每座相連大廈及附翼均會冠上另一座號或中文命名。由於電梯大堂不再設置單位，並設置空中平台取代部分大廈頂層小型單位，使大廈整體公共空間面積擴大。另外第五型是唯一一款落成時便設有梗房單位以安置住戶人數較高（11人或以上）的家庭。
不過從相關學校的設計上，學校雖然與第五型徙廈的設計模稜兩可（統稱為「火柴盒小學」），初期的牛頭角下邨第4、5座第五型大廈與一所「火柴盒」小學連接，但後期已經改為獨立式設計，不再相連著徙廈，及後部份位於非徙置屋邨的同類校舍再加建一層作禮堂之用（而此等學校設計一直沿用至1981年為止）。
此外，由第五型徙廈開始，政府開始將預製組件技術用於興建徙置大廈（當中由日本建築公司大成建設承建的牛頭角下邨8至12座是全港首批採用此技術興建的徙廈），但由於成效不彰加上組件不統一（當時尚未有電腦化施工，而其中的9至12座亦於1985年被檢驗混凝土強度不足，但由於情況不嚴重，一直延至2010年才將預製組件逐件拆卸），在牛頭角下邨以後的第五至七型徙廈未曾採用此技術，；新設計將四個不同規模的家庭單位合併一起，這是根據一項調查的結果而確定，該調查旨在確定安置區中家庭的平均規模。新設計結合早期第四型所提供的獨立廁所，並向每個家用單元抽入獨立的供水。
由於家庭用電量提升，導致不少後期興建的徙置區，以及屬甲類屋邨的第七型徙置大廈，時常因供電不穩而停電。因此，政府於1980年代尾起，為此等屋邨加建額外的變電站；然而，由於第四及六型徙置大廈需於短期內拆卸，為該等樓宇作出同類加建不符成本效益，此等工程僅於較遲或不用拆卸的第五及第七型徙置大廈進行。
最早的第五型徙廈出現於牛頭角下邨，於1967年建成。
第五型徒廈早於1990年開始清拆，隨着牛頭角下邨在2010年完全清拆後，第五型徙廈已經成為歷史。
| 第五型徙廈列表 | 第五型徙廈列表 | 第五型徙廈列表 | 第五型徙廈列表 |
| 名稱           | 座號           | 落成年份       | 拆卸年份       |
| -------------- | -------------- | -------------- | -------------- |
| 石籬邨         | 7、14、15      | 1969年至1970年 | 1995年         |
| 石籬邨         | 12、16         | 1971年         | 1997年         |
| 石籬邨         | 1至3           | 1968年         | 2001年         |
| 牛頭角下邨     | 1              | 1967年         | 2004年         |
| 牛頭角下邨     | 4、5           | 1968年         | 2004年         |
| 牛頭角下邨     | 13、14         | 1968年         | 2010年         |
| 牛頭角下邨     | 8至10          | 1969年         | 2010年         |
| 牛頭角下邨     | 11、12         | 1970年         | 2010年         |
| 秀茂坪邨       | 34、36         | 1967年         | 1991年         |
| 秀茂坪邨       | 35             | 1967年         | 1998年         |
| 秀茂坪邨       | 37至41         | 1967年         | 2002年         |
| 秀茂坪邨       | 26、27         | 1968年         | 1990年         |
| 秀茂坪邨       | 30、32、33     | 1968年至1969年 | 1997年         |
| 秀茂坪邨       | 28、29、31     | 1968年至1969年 | 1998年         |
| 秀茂坪邨       | 19、20         | 1969年         | 2003年         |
| 秀茂坪邨       | 21至25         | 1971年         | 2003年         |
| 慈雲山邨       | 1（安合樓）    | 1969年         | 1996年         |
| 慈雲山邨       | 2（安喜樓）    | 1969年         | 1996年         |
| 慈雲山邨       | 3（安民樓）    | 1969年         | 1996年         |
| 慈雲山邨       | 66（民俊樓）   | 1968年         | 1997年         |
| 興華邨         | 1（恆興樓）    | 1971年         | 1995年         |
| 興華邨         | 2（順興樓）    | 1971年         | 1995年         |
| 興華邨         | 3（景興樓）    | 1971年         | 1995年         |

### 第六型
第六型徙廈是徙置事務處時期建成之最後一款的公屋大廈類型，於1969年至1974年期間興建，主要在青山（即現今的屯門）興建，及作為東九龍數個原有徙置區的擴展，大廈改以彈性設計相連各座數取代「T」型建築主體，不再固定突出單位於低層，使長型大廈設計不再固定為對稱長方條狀，同時相連大廈的連接處不再局限於樓宇中央，與第五型及政府廉租屋一樣無須一次過拆卸所有相連大廈（清拆藍田邨第17座不會影響相鄰的16座，情況類似清拆同期的政府廉租屋葵芳邨第5座、梨木樹邨第7座及黃竹坑邨第9座，惟秀茂坪邨26及27座為直線相連便需要一同即時拆卸）。
在1973年房委會合併期，第六型徙廈的興建一度出現真空期，直至藍田邨四座六型徙廈在1974年落成，成為最後一批此款大廈為止（而當時第七型徙廈已獲廣泛興建）。及後的26座問題公屋醜聞爆發後，發現有4座第六型徙廈有出現結構問題的情況，第六型徙廈於2002年前清拆，清拆時各大廈的平均樓齡不逾30年（僅秀茂坪邨第43、44座符合結構安全標準，其餘全部屬於低於混凝土強度標準的大廈），和第三型（於香港制水期間興建，因此絕大部分樓宇為鹹水樓）都公認是結構質素最差劣的公屋。
註：白田邨的第六型徙廈實屬政府廉租屋，唯大廈興建使用了第六型徙廈設計

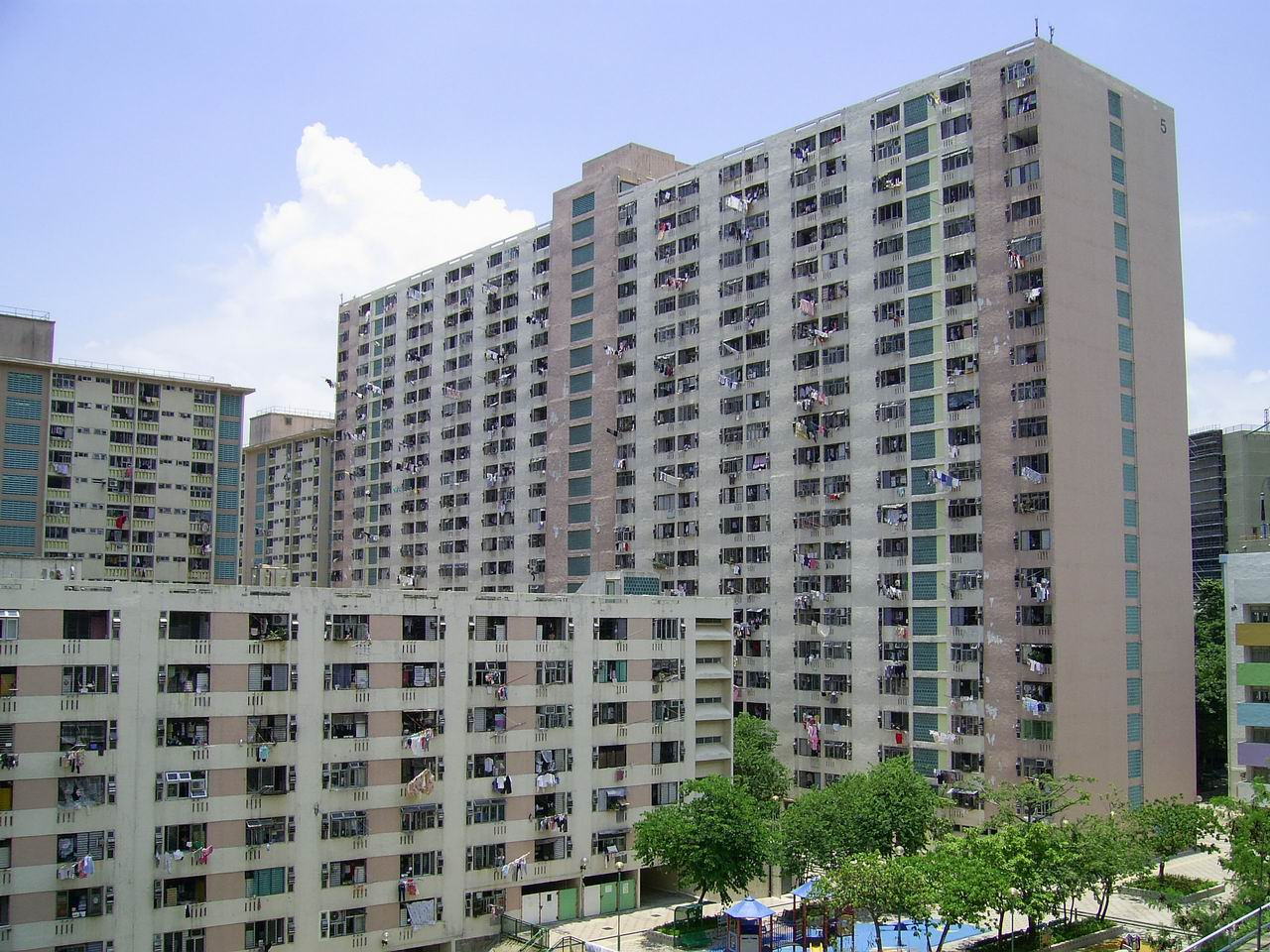
梨木樹邨第3、5及6座第七型徙廈

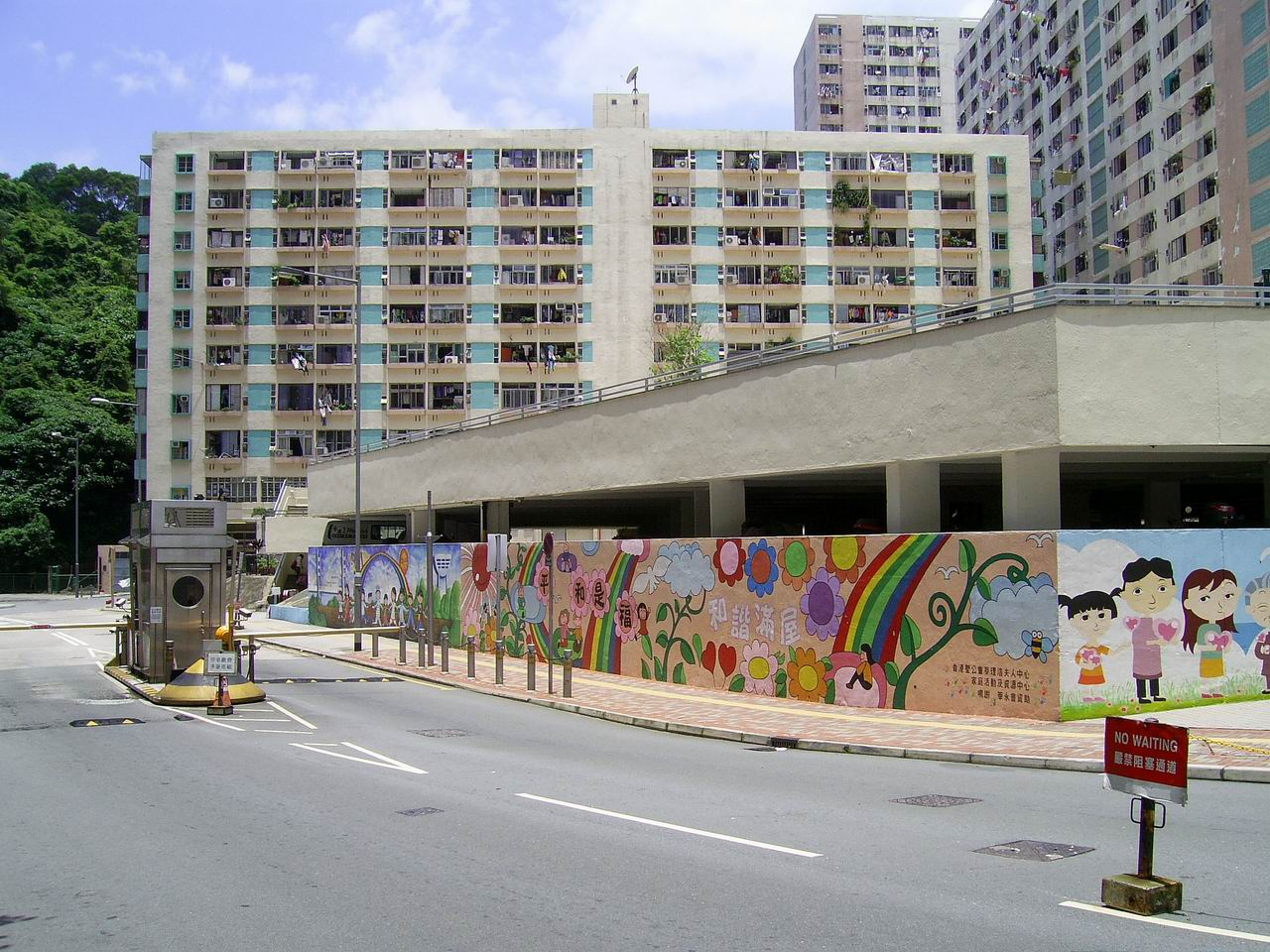
梨木樹（二）邨第1座（2008年7月）

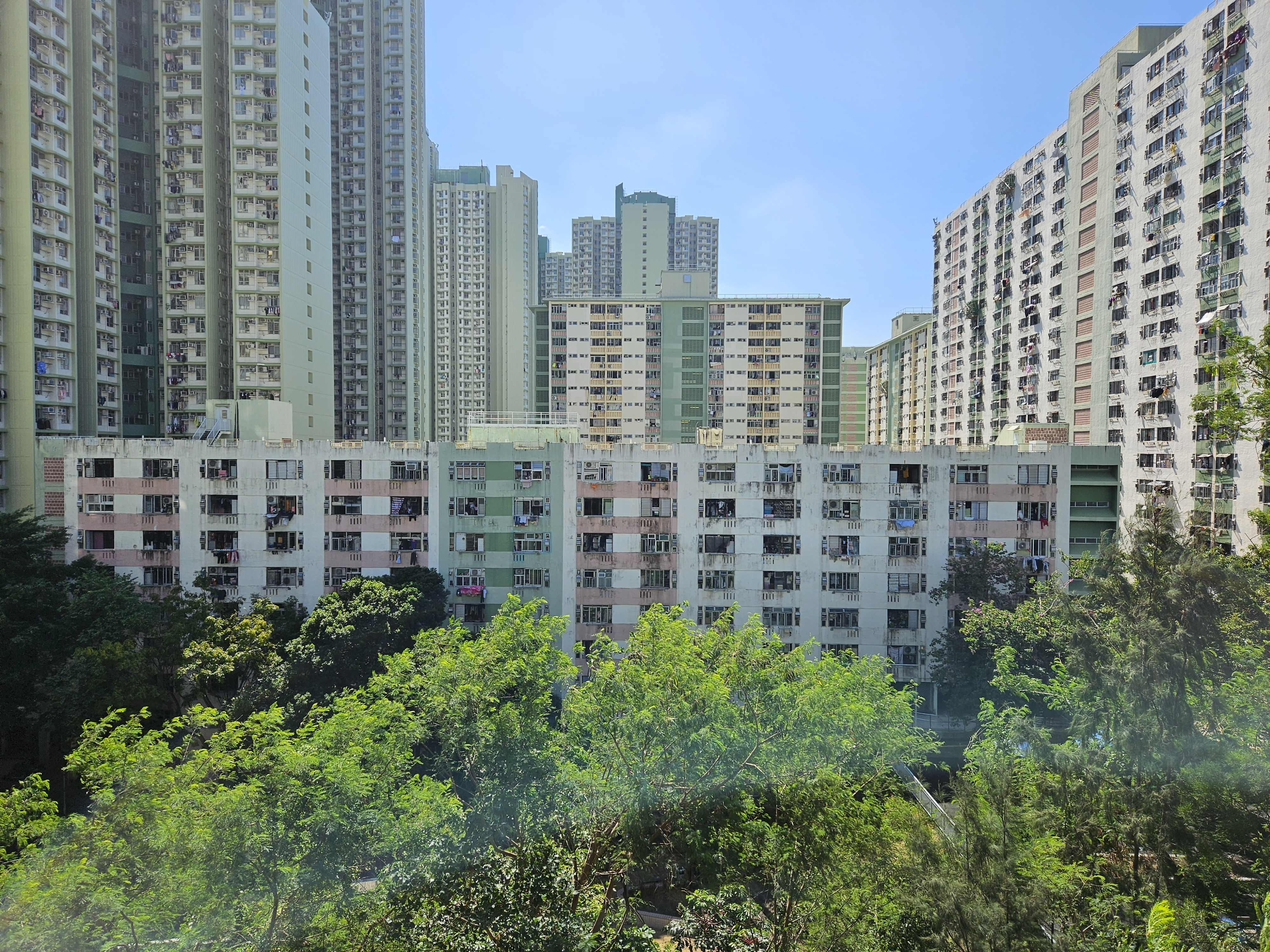
梨木樹（二）邨第6座（2023年11月）

| 第六型徙廈列表 | 第六型徙廈列表 | 第六型徙廈列表 | 第六型徙廈列表 | 第六型徙廈列表 |
| 名稱           | 座號           | 落成年份       | 拆卸年份       | 承建商         |
| -------------- | -------------- | -------------- | -------------- | -------------- |
| 藍田邨         | 15             | 1969年         | 1998年         | 有成建築       |
| 藍田邨         | 17             | 1972年         | 1988年         | 德榮建築       |
| 藍田邨         | 16、18、19、20 | 1972年         | 1994年         | 德榮建築       |
| 藍田邨         | 21至24         | 1974年         | 1992年至1993年 | 安利(蕭氏)建築 |
| 油塘邨         | 22至26         | 1971年         | 1993年         | 德榮建築       |
| 秀茂坪邨       | 42至45         | 1973年         | 1998年         | 有成建築       |
| 新發邨         | 1至4           | 1971年         | 2002年         | 宏昌建築       |
| 白田邨         | 7、8           | 1971年至1972年 | 1995年         | 德榮建築       |
| 白田邨         | 14、15、16     | 1971年至1972年 | 1989年         | 德榮建築       |
| 白田邨         | 17             | 1971年至1972年 | 1994年         | 德榮建築       |
| 慈雲山邨       | 53（正康樓）   | 1971年         | 1990年         | 嘉民建築       |

### 第七型
第七型徙置大廈，在房委會系統中與政府廉租屋、屋宇建設委員會興建的長型大廈一併算作「舊長型大廈」，是香港房屋委員會與徙置事務處合併後，於1974年至1982年間竣工的公屋大廈類型。因歷史緣故，該等樓宇連同大十字型大廈，皆由工務司署為房委會代建。第七型徙廈的建築外表雖然確實與其他比較早期的徙廈很相似，而單位闊度更改為與新型政府廉租屋相同的14呎半，也是以編號來命名每座大廈（例如有葵盛西邨、白田邨和梨木樹邨；但瀝源邨和荔景邨等同樣擁有七型徙廈的屋邨卻早在1970年代以中文命名，取代舊式的編號命名制），大廈各層中間位置設有電梯大堂和兩端的樓梯，也設有密麻麻的透氣孔；而升降機則改為停靠絕大多數樓層；而在瀝源邨（部份）、梨木樹邨（部份）、大興邨及順安邨的第七型大廈，則因應規劃採用單方向設計。但七型徙廈是不容許住客在租住的單位中作出改動，例如不允許拆去露台的鐵欄、門口不得改建等等，在大廈不論內外都要統一（一如第七型大廈藍本-新型政府廉租屋大廈），外觀上比起前六期都來得整齊許多，在維護上也比前六期好上許多（仍有部份第七型大廈被揭發偷工減料，但政府亦未打算清拆，更於2019年宣佈不清拆同類大廈至少15年），同時與屋建會廉租屋邨統一晾衣設備規格，由「四支香」取代「三支香」，現時則改為晾衣架。
隨著家庭用電要求提高，第七型徙置大廈原有供電系統因無法負荷，而時常發生故障停電。因此，絕大多數第七型徙置大廈均已於1990年代初加建新變壓器房，以提升供電可靠性。七型徙廈早在房委會成立前已完成設計，但嚴格來說，這些大廈在房委會成立之後才落成，因此屬於「甲類屋邨」。第一批清拆的第七型徙廈為2014年的白田邨。直至目前，已展開的七型徙廈重建只有兩個：白田邨（第七型大廈部份）及美東邨美東樓。
註：只有興華邨的第七型徙廈，是由徙置事務處策劃興建，其他最初均為政府廉租屋；而順利邨最初亦是採用同款徙廈的徙置區項目，但最後改用香港屋宇建設委員會標準規格設計。此外，港鐵荃灣車廠現址亦曾規劃採用同款徙廈的政府廉租屋項目，名為「白田壩政府廉租屋邨」。（位於石硤尾的白田上邨命名為「白田政府新邨」相信是為了避免和荃灣白田壩混淆），但因為當時地鐵荃灣綫規劃更改，最終沒有興建該屋邨。是同期沒有興建的第七型徙廈的兩個公共屋邨。
| 第七型徙廈列表 | 第七型徙廈列表         | 第七型徙廈列表 | 第七型徙廈列表 | 第七型徙廈列表        |
| 名稱           | 座號                   | 落成年份       | 拆卸年份       | 承建商                |
| -------------- | ---------------------- | -------------- | -------------- | --------------------- |
| 美東邨         | 6（美東樓）            | 1974年         | 2021年         | 德榮建築              |
| 白田邨         | 1至3、12               | 1975年         | 2014年         | 德榮建築              |
| 白田邨         | 13                     | 1975年         | 2022年         | 德榮建築              |
| 瀝源邨         | 1（榮瑞樓）            | 1975年         | （暫無計劃）   | 宏昌建築              |
| 瀝源邨         | 2（華豐樓）            | 1975年         | （暫無計劃）   | 宏昌建築              |
| 瀝源邨         | 3（富裕樓）            | 1975年         | （暫無計劃）   | 宏昌建築              |
| 瀝源邨         | 4（貴和樓）            | 1975年         | （暫無計劃）   | 宏昌建築              |
| 瀝源邨         | 5（福海樓）            | 1975年         | （暫無計劃）   | 宏昌建築              |
| 瀝源邨         | 6（祿泉樓）            | 1975年         | （暫無計劃）   | 宏昌建築              |
| 瀝源邨         | 7（壽全樓）            | 1975年         | （暫無計劃）   | 宏昌建築              |
| 荔景邨         | 1（風景樓）            | 1975年         | （暫無計劃）   | 德榮建築              |
| 荔景邨         | 2（和景樓）            | 1975年         | （暫無計劃）   | 德榮建築              |
| 荔景邨         | 3（日景樓）            | 1975年         | （暫無計劃）   | 德榮建築              |
| 荔景邨         | 4（明景樓）            | 1975年         | （暫無計劃）   | 德榮建築              |
| 梨木樹邨       | 1至6                   | 1975年         | （暫無計劃）   | 有成建築              |
| 葵盛西邨       | 10                     | 1975年         | （暫無計劃）   | 德榮建築              |
| 葵盛西邨       | 3至9                   | 1976年         | （暫無計劃）   | 德榮建築              |
| 興華邨         | 展興樓                 | 1976年         | （暫無計劃）   | 有成建築              |
| 興華邨         | 樂興樓                 | 1976年         | （暫無計劃）   | 有成建築              |
| 興華邨         | 寧興樓                 | 1976年         | （暫無計劃）   | 有成建築              |
| 興華邨         | 安興樓                 | 1976年         | （暫無計劃）   | 有成建築              |
| 興華邨         | 和興樓                 | 1976年         | （暫無計劃）   | 有成建築              |
| 興華邨         | 裕興樓                 | 1976年         | （暫無計劃）   | 有成建築              |
| 興華邨         | 豐興樓                 | 1976年         | （暫無計劃）   | 有成建築              |
| 荔景邨         | 5（仰景樓）            | 1976年         | （暫無計劃）   | 安利（蕭氏）建築      |
| 荔景邨         | 6（安景樓）            | 1976年         | （暫無計劃）   | 安利（蕭氏）建築      |
| 荔景邨         | 7（樂景樓）            | 1976年         | （暫無計劃）   | 安利（蕭氏）建築      |
| 漁灣邨         | 漁豐樓、漁安樓、漁泰樓 | 1977年         | （暫無計劃）   | 亨利建築 （瑞安建業） |
| 葵盛西邨       | 1、2                   | 1977年         | （暫無計劃）   | 德榮建築              |
| 大興邨         | 興偉樓                 | 1977年         | （暫無計劃）   | 遠東營造工程          |
| 漁灣邨         | 漁順樓                 | 1978年         | （暫無計劃）   | 亨利建築 （瑞安建業） |
| 白田邨         | 9至11                  | 1979年         | 2022年         | 亨利建築 （瑞安建業） |
| 石硤尾邨       | 19、20、22             | 1979年         | （暫無計劃）   | 亨利建築 （瑞安建業） |
| 順安邨         | 安群樓                 | 1980年         | （暫無計劃）   | 有成建築              |
| 石硤尾邨       | 21、23、24             | 1982年         | （暫無計劃）   | 亨利建築 （瑞安建業） |

## 現況
現存僅有一座第一型徙置大廈：石硤尾邨第41座（美荷樓）為全港首批落成的徙置大廈之一，因有歷史價值而保留，已活化為青年旅舍。
而石籬邨的第10和11座：曾作為中轉房屋用途，除美荷樓外，亦為香港最後兩幢仍然用作居住用途的徙置大廈。至2020年11月，政府在施政報告中正式宣佈，將在2022年12月拆卸重建石籬中轉房屋第10及11座，並於2020年12月8日起給予為期兩年的遷出期，可於2028年完成重建，將提供2,600單位。此外，鄰近的石籬天主教小學舊校舍，亦將於2022年中租期屆滿時收回並一併重建。至2023年1月16日，隨著以上樓宇正式封閉並準備拆卸，除美荷樓及興華二邨第1-7座第7型徙置大廈，由徙置事務處興建的大廈成為歷史，而石籬邨歷時39年的重建工程亦將告結束。

## 另見
- 天台小學
- 「火柴盒」小學